# Antimuro
Antimuro è un termine utilizzato in araldica per indicare un muro che s'attacca ad una torre, castello o altro edificio.

## Esempi

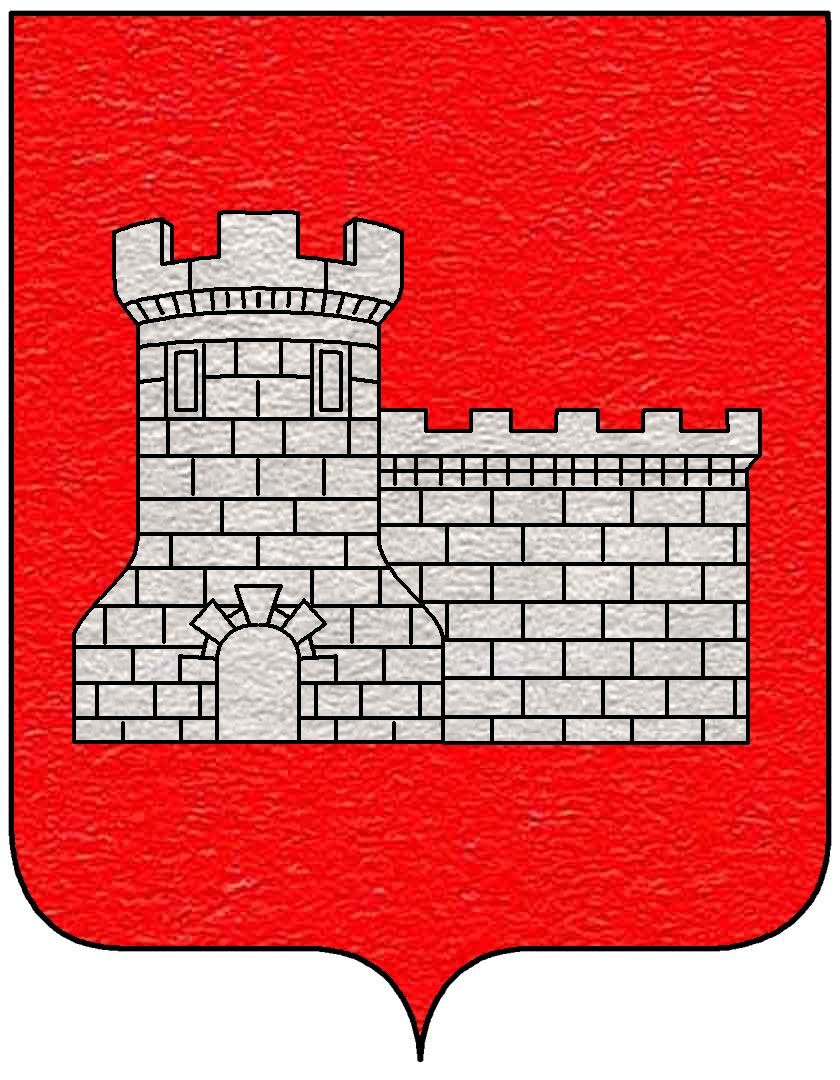
Mastio sinistrato da un antimuro (stemma della famiglia Operti)
Nel quarto sinistro del capo, una torre addestrata da un doppio antimuro merlato d'argento (Villeneuve, provincia di Aosta)
Antimuro poligonale (Costa di Mezzate)
Antimuro di argento, fondato in punta (Castello di Annone)

## Traduzioni
- Francese: avant-mur